# 2005 a kriminalisztikában
Ez a lap 2005 jelentősebb bűnügyeit illetve azokkal kapcsolatos információkat sorol fel.
- január 19. – Magyarország: Mádl Ferenc köztársasági elnök kegyelmet adott Simek Kittynek, aki 2002-ben megölte nevelőapját.[1]
- május 8. – Magyarország: Gyurcsa Mihály (alias Mortimer) 17 éves tanuló egy autóbuszon karddal megszúrta Patai József 15 éves tanulót.[2]